# Wisches
Wisches – miejscowość i gmina we Francji, w regionie Grand Est, w departamencie Dolny Ren.
Według danych na rok 1990 gminę zamieszkiwało 1655 osób, a gęstość zaludnienia wynosiła 86 osób/km² (wśród 903 gmin Alzacji Wisches plasuje się na 166. miejscu pod względem liczby ludności, natomiast pod względem powierzchni na miejscu 76.).

## Miasta partnerskie
- Ahnatal